# Пэля Пунух
Пэля Пунух (настоящее имя — Тимофей Петрович Сини́цын; 3 марта 1894 — 18 июня 1971) — советский писатель, педагог, журналист. Автор произведений о жизни тундры. Псевдоним происходит от птицы пуночка.

## Биография
Родился 3 марта 1894 года в деревне Демидовская Архангельской губернии. Окончил учительскую семинарию в 1913 году. В 1915 году работал заведующим во второклассном Великониколаевском училище в Шенкурском уезде. В 1925 году — заведующий и учитель в ненецкой школе на Новой Земле. С 1926 года работал заведующим и учителем в Пешской ненецкой школе, а в 1929 году — заведующий школы в Тельвиске. В 1936 году стал заведующим городского сектора газеты «Няръяна вындер».
Начал писать в конце 1920-х годов. Его первая книга «На Новой Земле» вышла в 1928 году. Тематика его творчества — прошлое и настоящее ненцев, народ в эпоху социальной ломки, утверждение новых гуманистических идеалов в тундре. В 1936 году принят в члены Союза писателей СССР. Умер 18 июня 1971 года и похоронен в городе Архангельск.